# Korkmaz Arslan

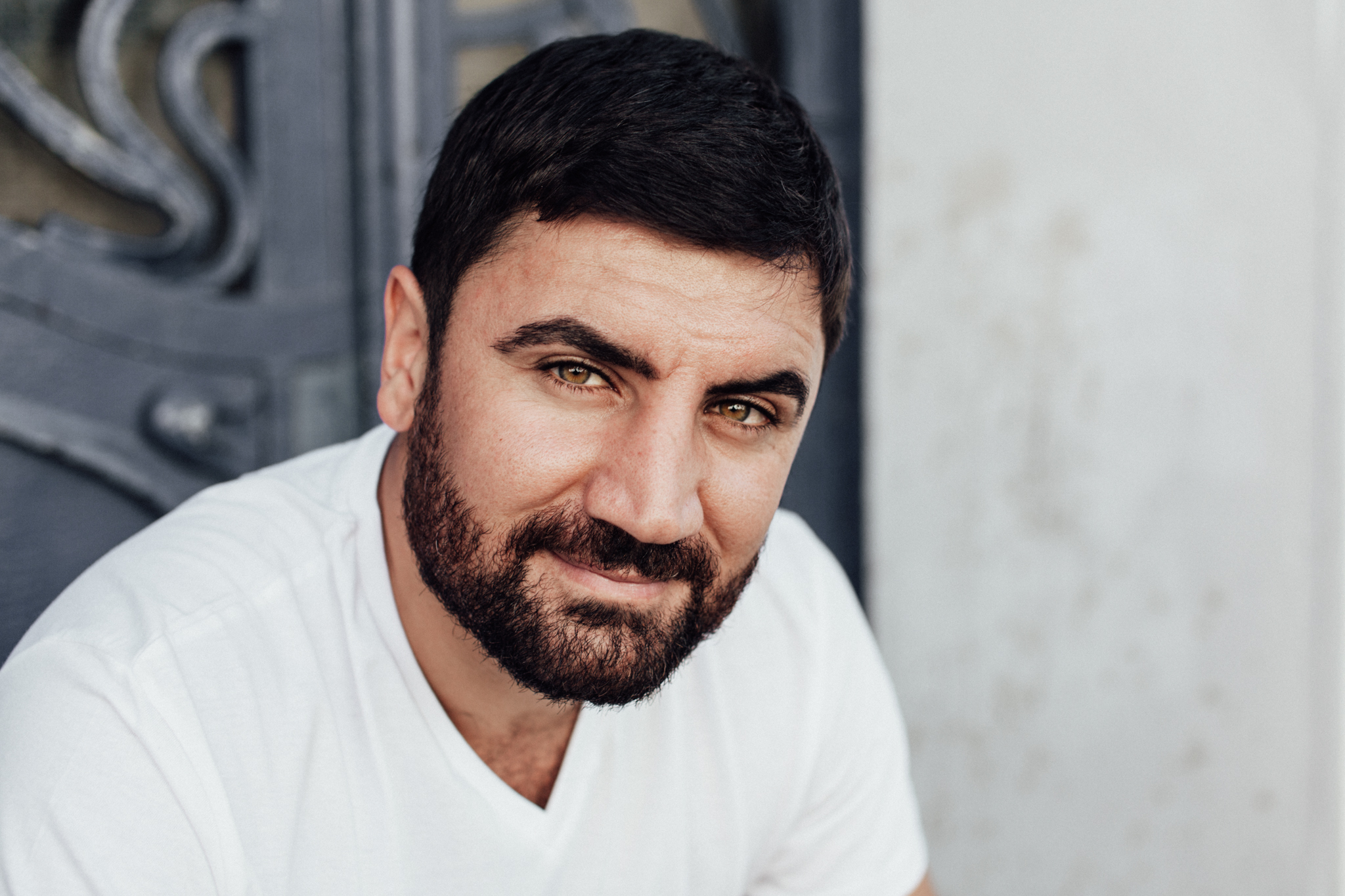
Korkmaz Arslan (2016)

Korkmaz Arslan (* 2. August 1983 in Pülümür, Türkei) ist ein deutsch-türkischer Schauspieler und Produzent.

## Leben und Wirken
Korkmaz Arslan stammt aus einer zazaischen Familie. Er absolvierte seine Schauspielausbildung an der Akademie für darstellende Kunst in Ulm im Jahr 2011. Er ist seit November 2018 verheiratet.
Bereits während seiner Schauspielausbildung spielte Arslan im Film Mogadischu vom Regisseur Roland Suso Richter die Rolle des Dolmetschers. Als er im Jahr 2011 seinen Abschluss an der Akademie für darstellende Kunst Ulm erhielt, spielte er neben Moritz Bleibtreu und Mark Ivanir in dem Film Die Vierte Macht die Rolle des Bodyguards. Im Kurzfilm Bahar im Wunderland von Behrooz Karamizade spielte Arslan die männliche Hauptrolle. Er wurde dafür im Jahr 2014 mit dem Sepanta Award als Bester Schauspieler beim Iranian Film Festival in San Francisco ausgezeichnet. Er spielte 2013 neben Golshifteh Farahani die männliche Hauptrolle in dem bei den Filmfestspielen in Cannes nominierten Film My Sweet Pepper Land von Huner Saleem. Im letzten Teil der Trilogie Liebe, Tod und Teufel von Fatih Akin spielte Arslan in dem Spielfilm The Cut den türkischen Kommandanten. Des Weiteren ist Arslan in verschiedenen Theaterprojekten aktiv.

## Filmografie (Auswahl)
- 2023: SOKO Hamburg – In Teufels Küche
- 2020: Zümrüdüanka (Serie)
- 2019: Sisters in Arms
- 2019: Man like Mobeen (Serie)
- 2019: Lady Winsley
- 2019: O mein Gott
- 2018: Hevi - Hope
- 2018: Troop Leader
- 2017: Blue Silence
- 2017: Ait
- 2016: Das Milan Protokoll - Vor der Sperre
- 2016: SoKo Leipzig
- 2015: No Comment
- 2015: Spurious
- 2014: The Cut
- 2013: My Sweet Pepper Land
- 2012: The King of the Sands
- 2012: Bahar im Wunderland
- 2011: Die vierte Macht
- 2011: Gottes Los
- 2009: In einer Nacht
- 2008: Mogadischu

## Preise
- 2024: "Best Male Actor" Award bei den internationalen Filmfestspiel in Duhok für "When the walnut leaves turn yellow"[4]
- 2014: Sepanta Award als Bester Schauspieler für Bahar im Wunderland beim Iranian Film Festival in San Francisco
- 2013: Nominiert in der Kategorie Un certain Rregard bei den 66. Filmfestspielen in Cannes[5]